# Hervé Baille
Pour les articles homonymes, voir Baille (homonymie).
Frédéric Marie Joseph Hervé Baille, né le 21 janvier 1896 à Sète et mort le 3 juin 1974 à Paris, est un dessinateur et graveur français.

## Biographie
Fils d'un employé de commerce, Hervé Baille naît le 21 janvier 1896 à Sète.
Il a été nommé Peintre de la Marine en 1947.
Membre du Comité des dessinateurs humoristes, il expose au Salon des humoristes et figure aux expositions d'art fantaisiste de Lyon, Bordeaux, Barcelone, Bruxelles et Berlin. D'abord abondant fournisseur des petits journaux comiques, il a, plus tard, davantage recherché l'interprétation des thèmes littéraires.
La compagnie Air France fit appel à lui pour illustrer ses affiches et prospectus dans les années 1940.
Il meurt le 3 juin 1974 au sein de l'Hôpital Laennec dans le 7e arrondissement de Paris.

## Illustrations
- La Carrière amoureuse de Jeanne Marais, roman, collection « In Extenso » no 104, Paris, La Renaissance du Livre, cir. 1917.
- La Charrette charrie, magazine humoristique, 1922-1924, Paris, réd. en chef Paul Reboux.
- Contes du lundi d'Alphonse Daudet, Librairie de France, 1930, illustrations de Hervé Baille et André Villeboeuf.
- Joies de plein air de A. t'Serstevens, éditions de la nouvelle France, Paris, 1944.
- Petite Histoire de France Tobler, 5e édition,éditée par la Société Anonyme du CHOCOLAT TOBLER, 131 rue du XIV juillet TALENCE Gironde